# Laàs
Laàs é uma comuna francesa na região administrativa da Nova Aquitânia, no departamento dos Pirenéus Atlânticos. Estende-se por uma área de 6,43 km². Em 2010 a comuna tinha 140 habitantes (densidade: 21,8 hab./km²).